# Formel 1

För aktuella formatändringar och nya regler se Formel 1-VM 2025

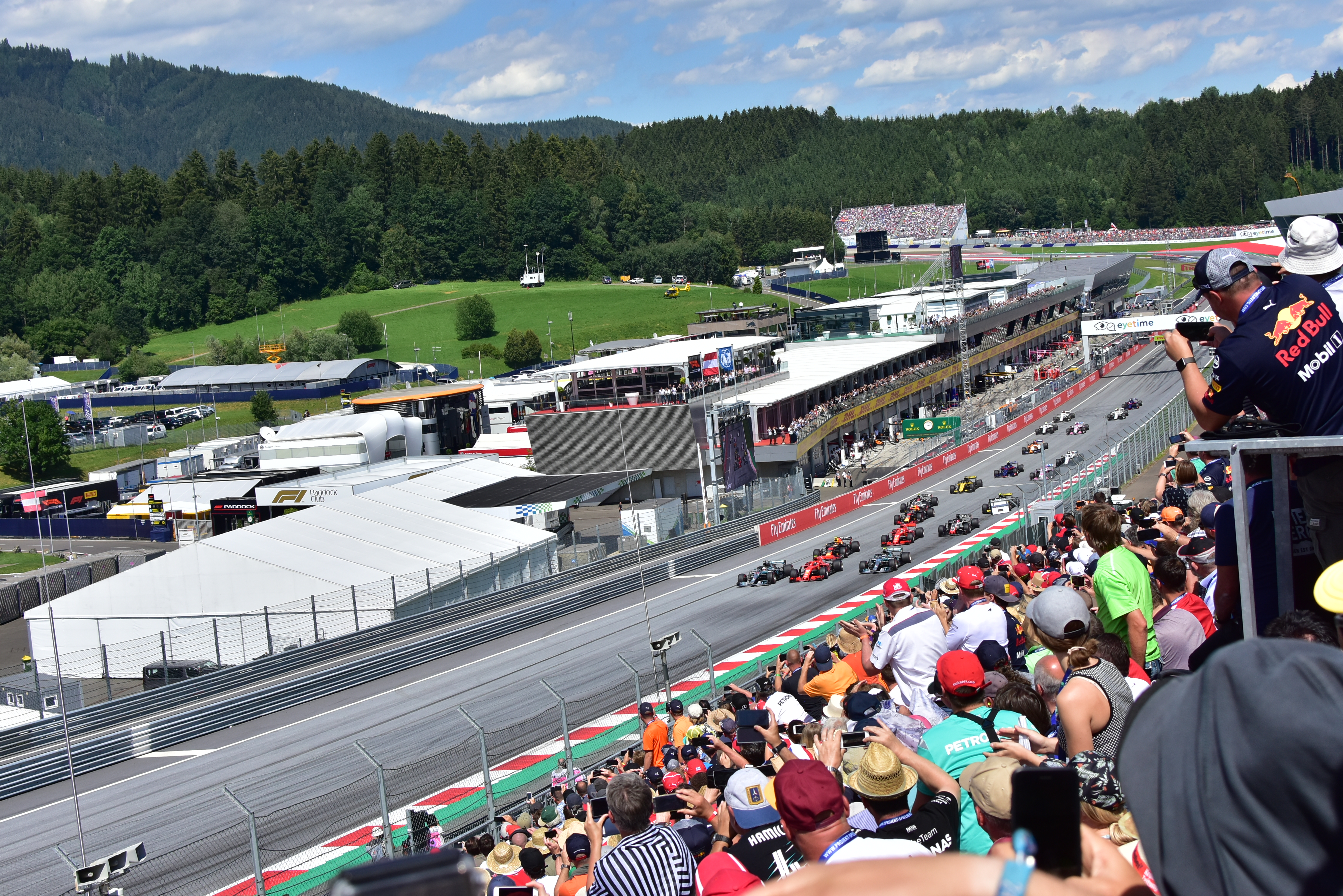
Starten av Österrikes Grand Prix 2018.

Formel 1, förkortat F1, (engelska: Formula One, officiellt: FIA Formula One World Championship) är tävlingar på asfalterade banor med ensitsiga formelbilar som är konstruerade enligt tävlingsorganet FIA:s bestämmelser. Samtliga tävlingar ingår numera i världsmästerskapet i Formel 1. Varje tävling benämns Grand Prix, GP, där förare och konstruktörer kan vinna poäng i förarmästerskapet respektive konstruktörsmästerskapet. Poängen som vunnits i respektive mästerskap summeras för att varje säsong utse en vinnare i vardera mästerskap. 2021 års säsong sågs av totalt 1,55 miljarder människor.  
Tävlingen härstammar från grand prix-racingen från 1900-talets första hälft, som hade återupptagits efter andra världskriget i och med Grand Prix 1946. Det första loppet som benämndes "Formel 1" var Paus Grand Prix 1948 som kördes den 29 mars 1948 i Pau i Frankrike, medan det första loppet som räknades som ett VM-lopp kördes i Storbritannien 1950. Namnet Formel 1 kommer av den formel regler som begränsade bilarnas format gällande bland annat storlek och styrka (man hade tidigare kört alltför farliga bilar på vanliga vägar), och 1 av att bilarna anses vara de snabbaste inom bilsport på bana med topphastigheter på över 360 km/h. Den finske Formel 1-föraren Valtteri Bottas innehar sedan 2016 rekordet för högsta hastighet i ett F1-lopp, med 372,5 km/h.

## Tävlingen

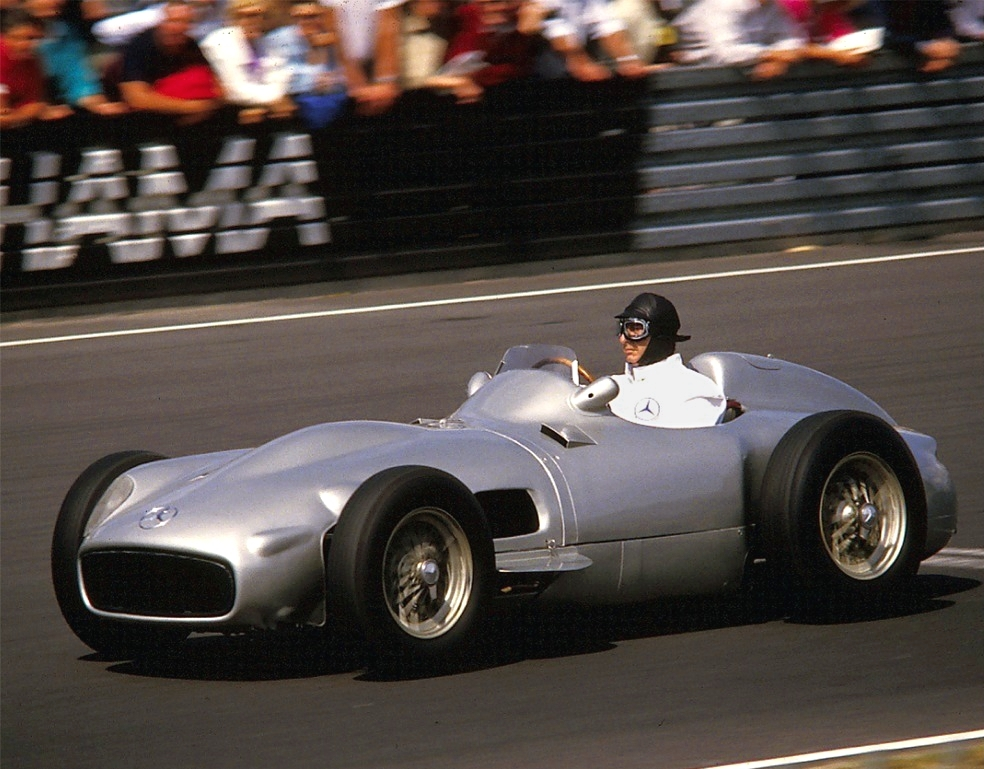
Juan Manuel Fangio i en Mercedes-Benz W196 från -.

Formel 1 är troligen den mest kända racingen med specialbyggda ensitsiga bilar och loppen genomförs både på speciella tävlingsbanor och på banor som anordnas på avstängda gator (så kallade stadsbanor). 
Från början fanns det många stall, bilar och diverse förare som kombinerades på för tillfället lämpligt sätt under säsongen, se till exempel March och Surtees. Numera är det enklare, stallen kör oftast med samma förare under hela säsongen. 
Formel 1 är förmodligen världens dyraste sport: kraschtester, flygfrakter och utvecklings- och tillverkningskostnader är bara några skäl som gör det oerhört dyrt att tävla i denna sport. Man har dock kontinuerligt vidtagit åtgärder för att göra sporten mindre kostsam, till exempel får en förare använda totalt tre motorer under säsongen utan att bli bestraffad. Tidigare användes en speciell motor för kvalet och en motor för loppet för att optimera prestandan. Båda motorerna skrotades sedan efter tävlingshelgen. Även dyra specialbränslen för kvalet har förekommit. En årsbudget för ett stall rörde sig trots åtgärderna upp emot 450 miljoner euro innan man inför säsongen 2021 införde ett kostnadstak. Detta kostnadstak innebär att ett stall inte får spendera mer än 145 miljoner dollar under ett kalenderår. Detta kostnadstak sänktes under de följande åren till 140 miljoner 2022 och 135 miljoner 2023.

Länder som arrangerar eller har arrangerat F1-lopp.

Formel 1 har sitt ursprung i Europa men har utvecklats till en global sport med tävlingar i Asien, Australien, Nordamerika och Sydamerika, även tävlingar i Afrika har arrangerats. Världsmästerskap i Formel 1 anordnas årligen sedan 1950. Antalet tävlingar per säsonger har successivt utökats under årens lopp och sedan 2010-talet körs i regel drygt 20 lopp per säsong.
Tanken är att det inte skall köras mer än ett lopp i varje land. För att kunna anordna flera tävlingar i länder med stort publikintresse, var till exempel Luxemburgs Grand Prix ett extra lopp i Tyskland och San Marinos Grand Prix ett dito i Italien. Även beteckningen Europas Grand Prix har omväxlande använts för tävlingar i Spanien, Storbritannien och Tyskland.

## Bilarna

Max Verstappen under Frankrikes Grand Prix 2022.

Formel 1-reglerna säger att tävlingsbilarna i huvudsak måste konstrueras av stallen själva, medan de får köpa in bland annat motorer från andra tillverkare. 
Motorn, som är placerad mellan föraren och de bakre hjulen, var från säsongen 2006 till och med 2013 en V8:a med en cylindervolym på högst 2,4 liter. Motorn fick inte ha turboladdning.
Nytt motorreglemente: Från säsongen 2014 körs alla bilar med en turbo-laddad 1,6 liter 6-cylindrig motor med elektrisk energiåtervinning från bromsar och avgaser. Maxvarvet på motorerna är 15 000 r/min. Den elektriska återvinningen kallas ERS, energy recovery system, och får användas under maximalt 33 sekunder per varv. 160 hästkrafter (120 kW) plockas då ut ur energin som lagras i ett batteri. Kombinerad uteffekt (förbränningsmotor+ERS) ligger på omkring 1000 hästkrafter. Hela drivlinepaketet kallas power unit eller motorenhet.
Växellådorna byggs av respektive team, de ska enligt reglementet ha åtta växlar och föraren växlar med så kallade paddlar på rattens vardera sidor. Utväxlingen på alla växlar måste på en och samma bil vara desamma genom alla tävlingar under säsongen.
Bromsarna är hydrauliska och föraren bromsar med pedal. Men elektroniken reglerar nu balansen mellan fram- och bakbromsar och omborddatorn programmeras för varje bana. Föraren kan dock ändra bromsbalansen manuellt med vred på ratten.
Bilarna tillverkas av kolfiberkompositer, titanlegeringar och andra ultralätta material. Bilens minimivikt höjdes till 690 kg år 2014, med tanke på fler- och tyngre batteripaket. Detta var dock till en början för lite, vilket innebär att de lite längre förarna inte når ner till minimivikten och får på så sätt en klar nackdel. Till säsongen 2022 då det infördes ett helt nytt aerodynamiskt reglemente höjdes minimivikten till 798 kg. Numera måste förare och stol tillsammans väga minst 80kg.
Krocktester sker innan man får köra med sin bil, då vissa säkerhetskrav måste uppfyllas.

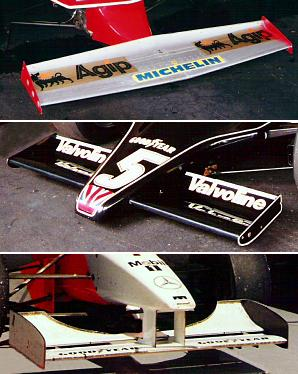
Olika framvingar från 1970-talet och framåt.

Bilarna har stora fram- och bakvingar för att luften ska trycka ner bilen och därmed ge de breda däcken optimalt fäste på banan. Underredet var platt fram till 1994 då man under pågående säsong införde den så kallade "plankan" för att minska risken för markkontakt, vilket anses vara orsaken till Ayrton Sennas olycka under San Marinos Grand Prix 1994. Stallen strävar dock efter en så låg höjd över banan som möjligt. Under bilen sitter alltså numera en trälist i bilens längdriktning, "plankan", som är avsedd att kontrollera att bilen inte legat för nära banan under tävlingen. Man får alltså inte ha för mycket markkontakt, för om förslitningen av "plankan" är för stor kan föraren bli diskvalificerad efter tävlingen. 
Fram till senare delen av 1990-talet användes helt släta däck, så kallade slicks, vid torrt väglag. Därefter var däcken under alla förhållanden tvungna att ha minst fyra skåror i slitbanan, detta för att minska bilarnas potentiella kurvhastigheter, Från och med säsongen 2009 är slicks åter tillåtna. 
Från och med 2011 har samtliga stall samma däckleverantör, Pirelli. Sedan 2019 finns totalt fem typer av torrdäck med olika hårda gummiblandningar samt två typer av däck som används vid blött väglag. Till varje tävling väljer Pirelli ut tre typer av torrdäck, ett hårdare, ett mediumhårt och ett mjukare däck, som ska användas under tävlingshelgen. Varje stall tilldelas ett begränsat antal uppsättningar däck till varje tävlingshelg, där minst två av däcktyperna måste användas på varje bil under loppet vid torrt väglag.

### Bilarnas numrering
Från och med säsongen 2014 får varje förare välja ett valfritt nummer mellan 2 och 99, med undantag för nummer 17, som togs ur bruk 2015 till minne av Jules Bianchi efter att han avlidit till följd av en allvarlig krasch under Japans Grand Prix. Föraren kör med sitt nummer under hela sin Formel 1-karriär. Den regerande världsmästaren kan dock välja att köra med nummer 1 på sin bil istället för sitt personliga nummer. Två förare får dock inte använda samma nummer. Tidigare var bilarnas nummer kopplade till stallens placering i föregående år konstruktörsmästerskap. Nummer 0 hade senast Damon Hills Williams-Renault i Australien 1994 och nummer 208 hade Lella Lombardis Brabham-Ford i Storbritannien 1974.

## Formel 1-cirkus

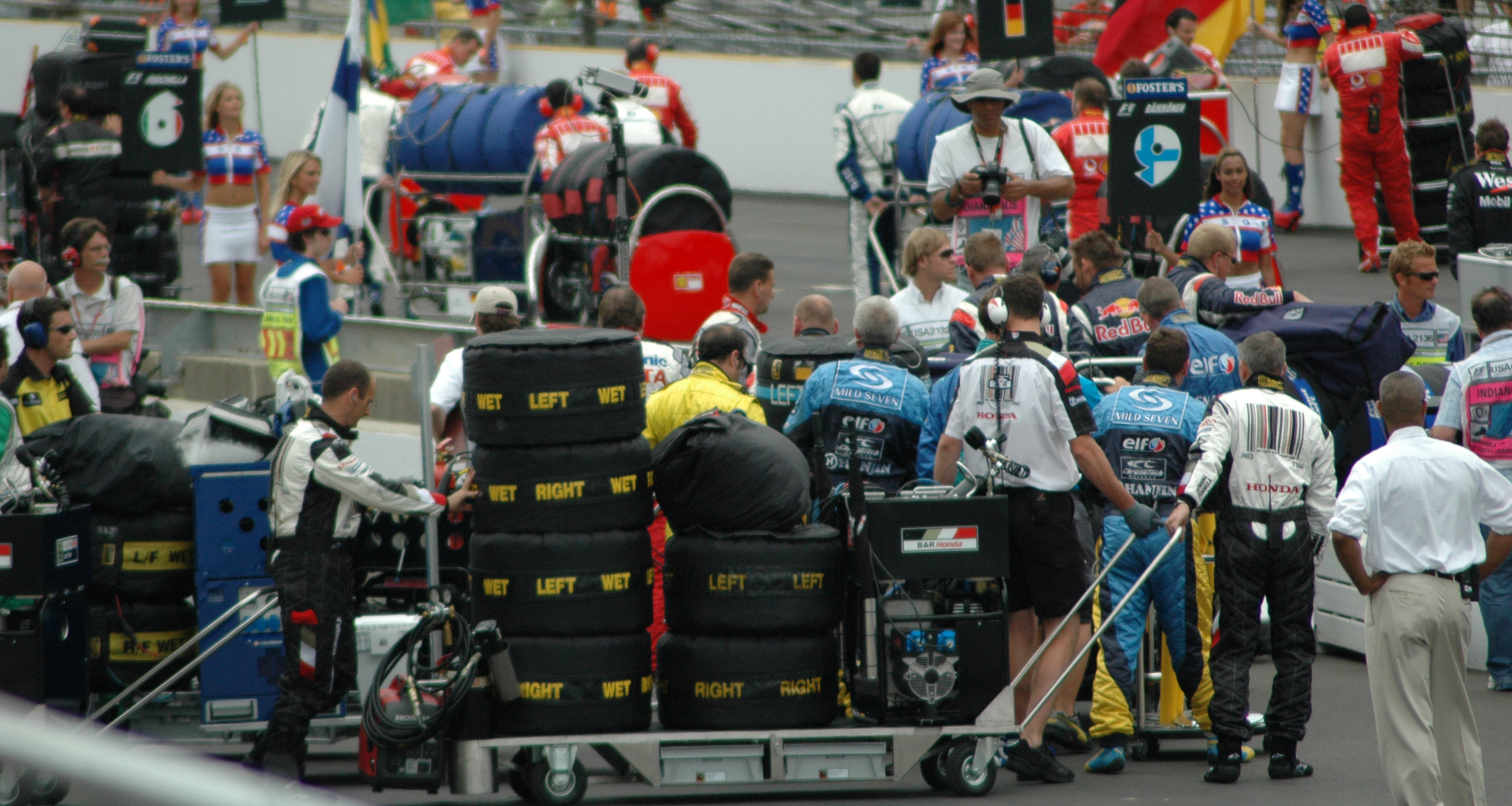
Förberedelser inför ett lopp.

Världsmästerskapet brukar kallas formel 1-cirkus, eftersom stallen under säsongen åker till och från tävlingar runt jorden med allt man behöver i bagaget. Som exempel kan nämnas McLaren som till Kinas Grand Prix 2006 hade med sig tre bilar med motorer, ett reservchassi, fyra reservmotorer, en container med motordelar, 32 ton reservdelar, verktyg och depåutrustning, bränsle samt 95 personer inklusive förarna.
I april 2019 genomfördes Kinas Grand Prix 2019 som var det 1000:e F1-loppet i historien.

## En formel 1-helg
Ett typiskt tidsschema för ett lopp i Europa:
| Dag    | Tid         | Aktivitet       |
| ------ | ----------- | --------------- |
| Fredag | 11:30–12:30 | FP1 Fri träning |
| Fredag | 15:00–16:00 | FP2 Fri träning |
| Lördag | 12:00–13:00 | FP3 Fri träning |
| Lördag | 15:00–16:00 | Kvalificering   |
| Söndag | 15:00–17:00 | Race            |

Tävlingshelgen är normalt uppbyggd enligt följande: Under fredagen och lördag förmiddag finns tider för så kallad fri träning då förarna får tillfälle att lära känna banan och stallet får möjlighet att experimentera med sina bilar för att hitta de bästa inställningarna för den aktuella banan. Under lördag eftermiddag körs kvalet där startpositionerna till själva tävlingen bestäms. På söndagen körs tävlingen som kallas för Grand Prix. Under tävlingshelger med sprintkval körs sprintkvalet på lördagen och kvalet på fredagen.  
Historiskt sett var det många stall och bilar som ville delta i formel 1-cirkusen, varför alla var tvungna att kvalificera sig till själva tävlingen. Med de nuvarande enorma kostnaderna är detta inte längre praktiskt möjligt, utan formel 1-organisationen FOCA säljer rättigheten till stallen att ställa upp i formel 1-grand prix. Varje stall deltar med två förare och två bilar i varje lopp; fler är inte tillåtet.
Stallen får under en säsong använda upp till fyra förare var, vilka samtliga kan ta mästerskapspoäng. Ett förarbyte kan göras när som helst före kvalificeringen men det måste godkännas av tävlingsledningen. Den nye föraren måste använda den motor och de däck som den ursprunglige föraren skulle ha använt.

### Kvalificering
Kvalificeringen, eller kvalet, är från och med 2006 ett tredelat utslagningssystem med flera bilar på banan under hela kvalificeringen, som pågår ca en timme. Reglerna ändrades delvis från och med Frankrikes Grand Prix 2006. Kvalificeringen är uppdelad i tre pass med fem minuters paus mellan.
Del 1 (Q1)
Alla 20 bilar får köra valfritt antal varv när som helst under det första passet, som är 18 minuter. De 15 bilar som presterat de snabbaste varvtiderna går vidare till del 2 (Q2).
De 5 långsammaste bilarna lämnar kvalificeringen och ges startplatserna 16–20, såvida inte 107 %-regeln hindrar detta. Om det inte varit vått väglag, bör varvtiderna vara inom 107 % av den snabbaste bilens resultat för att tillåta start i tävlingen. Tävlingsledningen kan dock tillåta start om man finner skäl för det, t.ex. en bra varvtid under ett träningspass.
Del 2 (Q2)
Tiderna raderas för de 15 återstående bilarna som nu när som helst får köra hur många varv man vill under det andra passet som är 15 minuter. Efter det andra passet tas de nu 5 långsammaste bilarna bort och ges startplatserna 11–15 medan de tio snabbaste går vidare till det sista segmentet (Q3).
Del 3 (Q3)
Tiderna raderas för de tio resterande bilarna som under det sista passet, som är 12 minuter, får köra så många varv man hinner för att prestera en så snabb varvtid som möjligt. De får från och med säsongen 2014 ett nytt set mjuka däck som sedan ska lämnas tillbaka till FIA efter Q3. Detta infördes eftersom många förare valde att inte köra Q3 för att istället spara sina däck till racet. Varvtiderna under det sista passet bestämmer startpositionerna 1-10.
Tidigare behövde en förare fullborda ett varv innan tiden var ute för att det skulle vara giltigt, men numera räcker det att föraren påbörjat ett varv innan passet flaggas av. Om en förare anses i onödan ha stannat på banan eller hindrat annan förare under kvalificeringen stryks tiden för den som hindrat den andra föraren. Detta kan även leda till fem platsers nedflyttning i racet. Om detta händer under flera tillfällen kan det leda till en avstängning.
Mängden bränsle som tillåtits under kvalificeringen har ändrats genom åren. Från säsongen 2009 gäller att man får ha valfri mängd bränsle. Bilarna tankas sedan upp inför själva tävlingen. Från 2014 till och med 2021 gällde att alla förare som kom till Q3 behövde starta loppet på samma däck som de hade på bilen när de körde sitt snabbaste varv i Q2. Övriga förare fick starta med valfri uppsättning däck. Undantag från detta medgavs dock om endera kvalificeringen eller tävlingen genomfördes/startade i vått väglag.
Föraren med den snabbaste tiden får stå främst på startgriden, det vill säga i pole position vid söndagens lopp (såvida inte föraren ifråga har fått en bestraffning). Föraren med den näst snabbaste tiden får stå snett bakom i det första startledet. Trean och fyran får starta från det andra startledet, femman och sexan från det tredje och så vidare. Om en bil inte hinner göras klar i tid för att ställa upp inför tävlingen får den om möjligt starta från depån. I så fall släpps den iväg efter samtliga övriga bilar.
Från och med Bahrains Grand Prix 2008 straffas förare som kör för sakta under sina in- och utvarv från depån under Q3 med nedflyttning fem placeringar på startgriden.
Fram tills 2017 hade Michael Schumacher rekordet för antal pole positions (68) men det rekordet slogs av Lewis Hamilton under 2017 års säsong.

### Sprint
Sprint är ett 100 km lång race (en knapp tredjedel av ett vanligt VM-lopp) som körs vid sex VM-deltävlingar under en säsong. Den körs på lördagens första pass (ofta 11:30–12:30 lokal tid) och de åtta bästa förarna i loppet utdelas poäng i förar- och konstruktörs-VM enligt skalan 8–7–6–5–4–3–2–1. Sprint introducerades första gången under säsongen 2021, under namnet sprintkval, vid tre VM-deltävlingar. Sprintkvalets resultat bestämde startordningen i söndagens VM-race och gav poäng i förar- och konstruktörs-VM till de tre bästa förarna i skalan 3–2–1.
Säsongen 2022 byttes sprintkvalets namn till sprint. Antalet förare som tilldelades poäng höjdes till åtta stycken och de fick åtta till en poäng i förar- och konstruktörs-VM. Från säsongen 2023 ändrades formatet så att sprintloppen inte längre bestämde VM-loppens startordning och blev endast poänggivande. Den säsongen höjdes antalet Formel 1-deltävlingar som innehöll sprint från tre till sex. Sprintloppen kördes på lördagens andra pass under de tre första säsongerna men sedan 2024 körs de på lördagens första pass.
Sedan säsongen 2024 är sprinthelger schemalagda så att på fredagens första pass körs det en fri träning (FP1) som är helgens enda fria träning. På fredagens andra pass körs det sprintkval (SQ) som bestämmer startordningen i sprintloppet. Det körs i tre delar som är något kortare än det vanliga kvalet, SQ1 är 12 minuter lång (15 av 20 förare går vidare), SQ2 är 10 minuter lång (10 förare går vidare) och SQ3 är 8 minuter lång. Det är obligatorisk med mediumdäck i SQ1 och SQ2 och mjuka däck i SQ3.
Sprinthelgen fortsätter med att på lördagens första pass körs det sprintlopp och på lördagens andra pass, på samma sätt som i vanliga tävlingshelger, körs det kval för söndagens VM-lopp. Från säsongen 2024 gäller två separata perioder av parc fermé-villkor under sprinthelger. Den första varar från starten av sprintkvalet till starten av sprinten och den andra varar från starten av lördagens kval till starten av VM-racet på söndagen. Detta är avsett att göra det möjligt för teamen att finjustera bilarna mellan sprinten och kvalet.

### Loppet

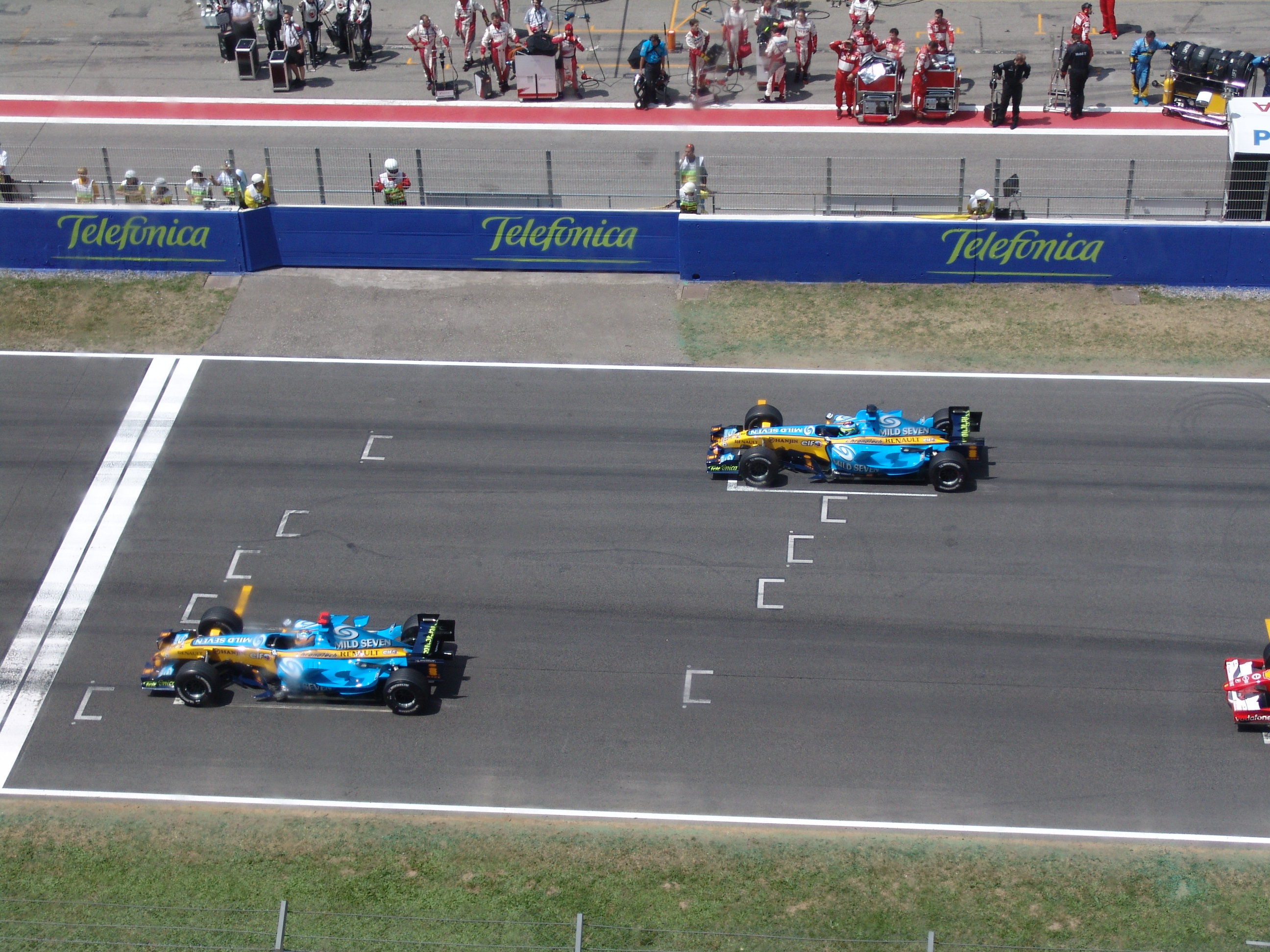
Fernando Alonso och Giancarlo Fisichella i första startledet i Spaniens Grand Prix 2006.

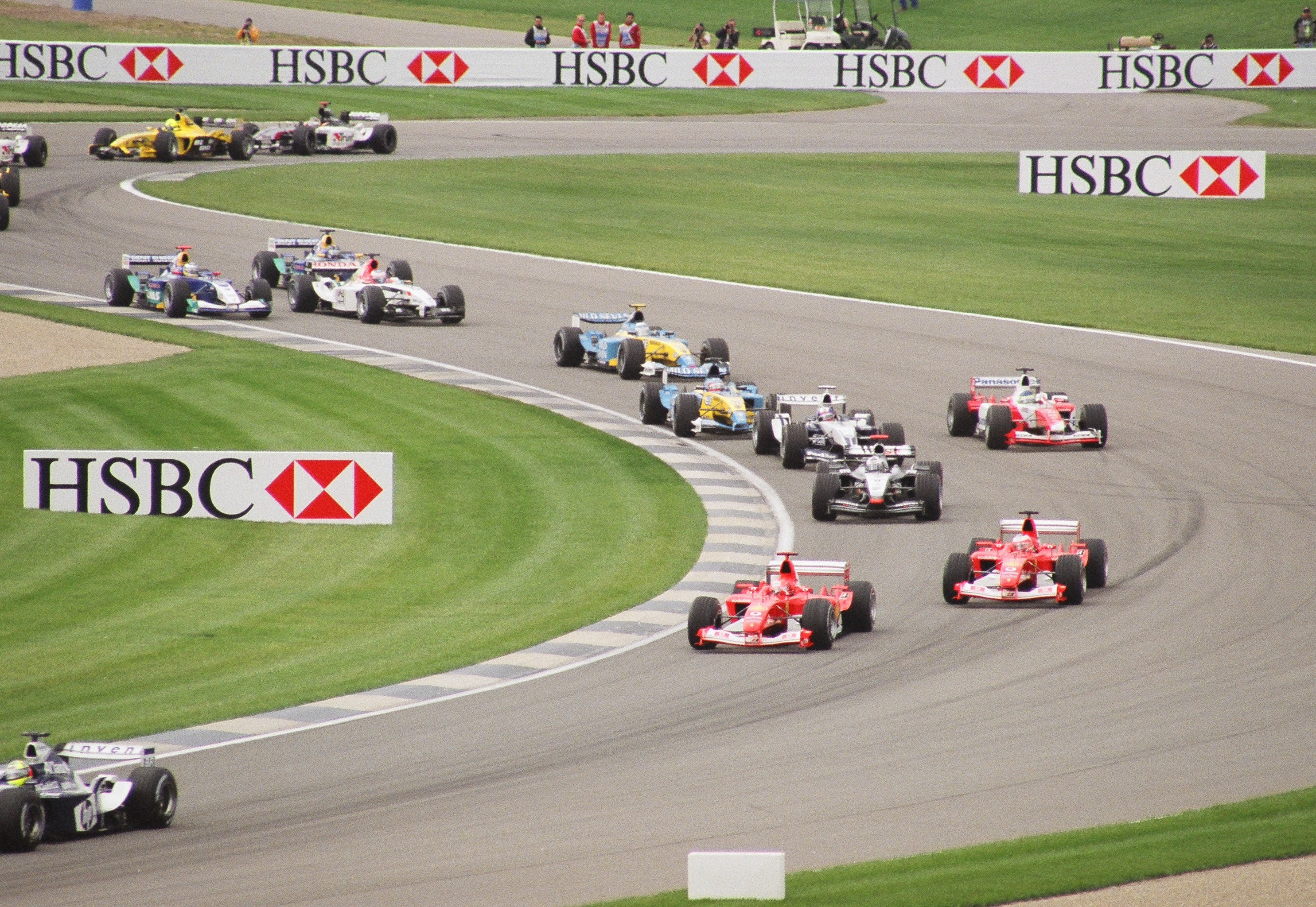
USA:s Grand Prix 2003.

Själva formel 1-loppet, som oftast körs på söndagen klockan 15:00 lokal tid, startar med ett formationsvarv i vilket bilarna kör ut i den ordning de kvalificerade sig och sedan stod uppställda på startplatsen. När alla kommit runt, ställer man upp sig i samma ordning igen och inväntar startsignalen. Den består av en rad med fem röda lampor som sitter ovanför start-/mållinjen. Lamporna tänds en efter en med en sekunds fördröjning och när sedan alla lampor släcks startar loppet. Fördröjningen mellan det att sista lampan tänts och det att lamporna släcks är randomiserad för att förarna inte ska kunna förutse startögonblicket.  
Numera följer en bil med ett specialtränat läkarlag bakom de startande bilarna under det första varvet. Denna rutin infördes vid USA:s Grand Prix 1978 efter den svåra olyckan som inträffade under Italiens Grand Prix tidigare den säsongen.
Ett formel 1-lopp är lite över 305 km eller max två timmar. Ibland måste lopp kortas av, oftast beroende på kraftig nederbörd, men det kan även bero på att banan är relativt långsam och att man då måste förkorta distansen för att loppet inte ska ta för lång tid, till exempel Monacos Grand Prix. Varje avverkat varv på grund av omstart räknas av från racingdistansen så att om loppet skulle varit 60 varv och det blir en omstart så består loppet då bara av 59 varv. 

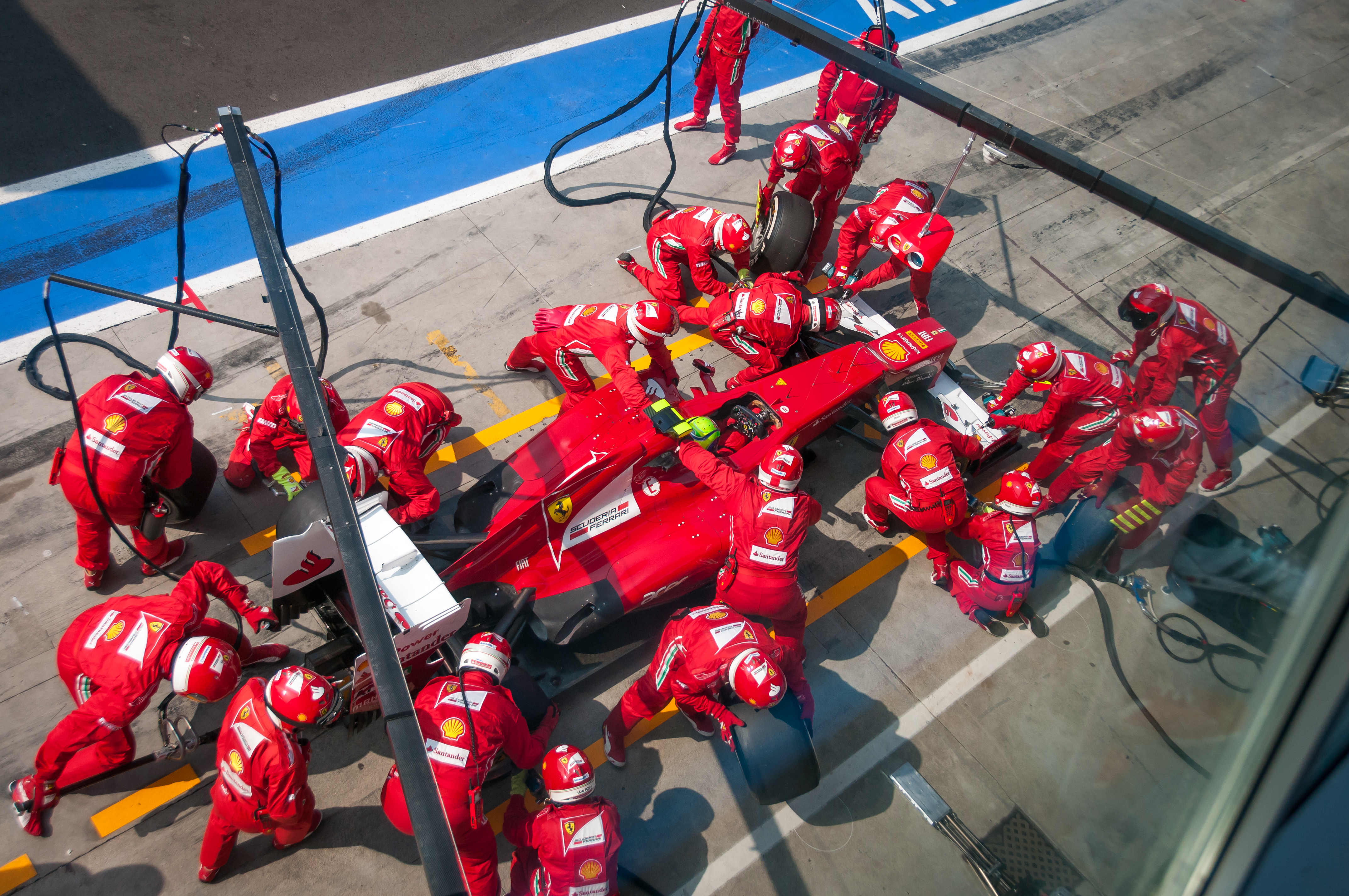
Ett depåstopp för Ferrari vid Italiens Grand Prix 2012.

Förarna gör under ett lopp minst ett depåstopp (pit stop) för att byta däck. Bränslepåfyllning under depåstopp är från och med säsongen 2010 förbjudet. Om en bil ligger bakom en annan och inte kan köra om, är det ibland taktiskt att istället gå in i depå och därefter komma ut på banan då hindret är borta och köra så fort det går. På så sätt minskas totaltiden på banan genom att istället "köra om i depån". Ett bra depåstopp görs på ca 2–3 sekunder, men hela depåbesöket, som består av en infart, själva stoppet och en utfart, brukar utgöra en tidsförlust om cirka 25–35 sek. Det hittills snabbaste depåstoppet har McLaren på 1.80 sekunder.
Trots mycket stora budgetar och toppförare påstås Formel 1 ofta vara tråkig jämfört med mindre prestigefyllda racingkategorier. Skillnaderna mellan förarnas skicklighet är oftast försumbar jämfört med de olika bilarnas prestanda. Trots detta är omkörningar på banan relativt ovanliga på grund av att luftströmmarna efter ledande bilar förstör aerodynamiken för bakomliggande bilar. Ibland ligger det även mycket smuts, eller vatten vid blöta förhållanden, utanför idealspåret som ledarbilen oftast ligger i. Detta gör omkörningar mycket svåra och riskfyllda och medför ofta att även mycket snabbare bilar blir liggande bakom långsammare. Detta var dock något man försökte ändra på genom att införa så kallad DRS, som öppnar en del av bakvingen och på så sätt ger mindre luftmotstånd vilket resulterar i högre fart. Denna funktion får användas på speciella DRS-sträckor på banan om man ligger inom en sekund till framförvarande bil.

## Poängberäkning
Världsmästare blir den förare som under säsongen har samlat flest poäng sammanlagt i tävlingarna. Vinnare av konstruktörs-mästerskapet blir den konstruktör vars två förare tillsammans samlat ihop flest poäng under säsongen.
Nuvarande poängberäkning:
Från och med säsongen 2010 får vinnaren 25 poäng, tvåan 18, trean 15, fyran 12, femman 10, sexan 8, sjuan 6, åttan 4, nian 2 och tian 1 poäng. Halva poäng ges i loppet om mindre än 75% av distansen genomförs. 
I sprintlopp delas poäng ut till de åtta främsta förarna i skalan 8-7-6-5-4-3-2-1 poäng.
Tidigare poängberäkning: 
Poängberäkningen ändrades säsongen 2003, från att de sex främsta fått poäng till att istället de åtta främsta tilldelas poäng i ett lopp. Innan fick vinnaren 10 poäng, tvåan 6, trean 4, fyran 3, femman 2 och sexan 1 poäng. Till och med säsongen 2000 gavs halva poäng i lopp som stoppades före halva distansen. Från och med 2003 till och med 2009 fick vinnaren 10 poäng, tvåan 8, trean 6, fyran 5, femman 4, sexan 3, sjuan 2 och åttan 1 poäng. ￼
Till säsongen 2014 bestämdes att det skulle tilldelas dubbla poäng i finalracet varje år, vilket betyder att ettan får 50 poäng, tvåan 36, trean 30, fyran 24, femman 20 och så vidare. Till säsongen 2015 togs regeln om dubbla poäng i finalracet bort.￼
Mellan 2019-2024 tilldelades en extra poäng till föraren som noterade det snabbaste varvet i loppet, förutsatt att föraren gick i mål på någon av de 10 främsta positionerna.

## Övriga regler

### Parc fermé
Från det att kvalet börjar och bilarna kör ut på banan är bilarna under parc fermé-regler (parc fermé är franska och betyder ungefär ”stängt område”). Därefter får stallen inte arbeta med bilarna förrän loppet startar. Således måste förarna starta loppet med bilarna i exakt samma skick som när de ställdes in i parc fermé. Undantaget är till exempel att bilarna får tankas. Dessutom får vissa ändringar göras vid stora väderskillnader mellan kvalet och loppet. Stallen får då ändra exempelvis kylning.

### Flaggor
Fördjupning: Racingflagga 

Flaggor används för att kommunicera med föraren.
- Rutig flagga med svart och vit färg betyder att loppet är över. Den signalerar även att kvalificering är slut och att förare inte kan påbörja nya varv.
- Gul flagga betyder att en olycka har skett och föraren bör sakta ner, samt får inte köra förbi någon. Dubbla gula flaggor innebär att en allvarlig olycka har skett, förare måste då sakta ner.
- Grön flagga betyder att olyckan är förbipasserad och förare kan köra snabbt igen.
- Röd flagga betyder att loppet måste avbrytas på grund av att det inte går att köra på banan längre. Det beror ofta på väder eller att banan blockeras av krockande bilar samt bitar av kolfiber.
- Randig flagga med gul och röd färg betyder att det är halt underlag på banan.
- Orange cirkel med svart bakgrund betyder att bilen har ett mekaniskt problem och bör återvända till depån.
- Svart flagga betyder att föraren har blivit diskvalificerad på grund av osportslighet.
- Svartvit med diagonal separation betyder att föraren får en tidsbestraffning och en sista varning innan svart flagga.
- Vit betyder att ett långsamt fordon är på banan som förarna bör se upp för, ofta ambulanser eller kranbilar.
- Blå betyder att man kommer att bli varvad av en snabbare bil och måste släppa förbi föraren bakom. Om flaggan ignoreras får föraren en bestraffning.[21]

### Testtillfällen
Stallen får testa/träna under fredagen före lopp. För Monacos Grand Prix gäller torsdagen. Tidigare var det tillåtet att använda en tredjebil under fredagsträningen, men det är inte längre. Under fredagens fria träning är det tillåtet att använda en testförare men endast om denne kör någon av stallets tävlingsbilar. 
2005 kom alla formel 1-stall, utom Ferrari, överens om frivilliga restriktioner för att begränsa sina testaktiviteter på banorna för att ytterligare reducera kostnaderna för sporten. Överenskommelsen innebar att stallen inte kommer att testa mer än 30 dagar per år. De kommer bara att köra med två bilar och kommer inte att testa på mer än en bana åt gången. Från och med 2009 får testning inte ske under pågående säsong med undantag för ordinarie testtillfällen i samband med tävling. 
Testningen begränsas till av FIA godkända banor, av vilka Silverstone, Catalunya och Monza är de enda formel 1-banorna. Bland de övriga banorna som det körs tester på kan nämnas Jerez, Paul Ricard och Autódromo Internacional do Algarve.

### Stallorder
Stallorder blev helt förbjudna efter Ferraris order i Österrikes Grand Prix 2002. Stallordern gällde Rubens Barrichello, som ledde loppet, som fick invänta Michael Schumachers målgång innan han själv fick gå i mål. 
Stallorder användes trots detta även av många stall för att den förare som hade störst chans att vinna VM skulle samla flest poäng. Oftast gick det till så att andrabilen fick märkliga tekniska problem eller däck som inte fungerade under ett antal varv tills stallkamraten hade tagit sig förbi på ett till synes korrekt sätt. När manövern var klar så återfick plötsligt den andra bilen sin förlorade prestanda för att stallet inte skulle tappa poäng i mästerskapet.
Till säsongen 2011 togs regeln bort igen. Detta eftersom Felipe Massa, återigen i Ferrari, under Tysklands Grand Prix 2010 hade släppt förbi sig stallkamraten Fernando Alonso genom att ha fått ett "kodat" meddelande över sin teamradio. Detta meddelande sade att Alonso var snabbare än Massa, trots att han inte var det. Massa tvingades då släppa förbi Alonso, som kunde ta hem segern. Regeln togs därför bort, eftersom det hade blivit för svårt att avslöja dem som bröt mot den.

### Däck

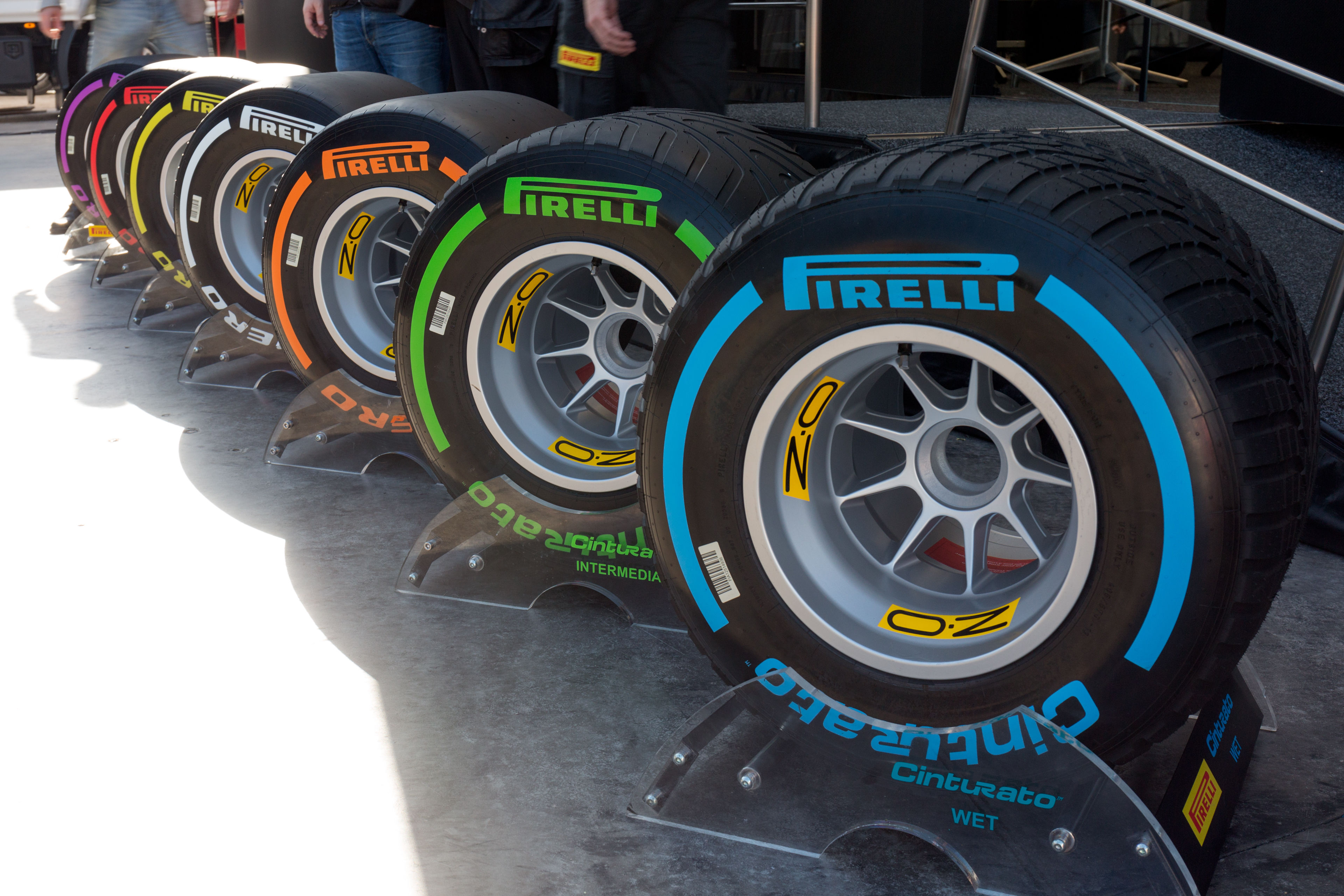
De olika varianterna av F1-däck för 2017 års säsong.

Ett formel 1-däck är konstruerat att hålla en sträcka på högst 200 km och eftersom ett lopp är ca 300 km innebär detta att minst ett däckbyte behövs.
Torrdäcken var fram till och med säsongen 2008 tvungna att ha fyra skåror med visst avstånd mellan och visst djup. Slitbanemönstret på de mjukare däcken hade då en vit fåra så att åskådarna kunde se vilka däck som användes. Det fanns inga regler för hur slitna däck man fick använda under ett lopp, men FIA kunde vidta lämpliga åtgärder om de ansåg att något stall fick fördelar genom att använda mycket slitna däck. Michelin konstruerade ett däck som från början var mönstrat, men när det använts blev mer och mer ett slicks, det vill säga helt slätt, men det blev inte godkänt av FIA. Från och med säsongen 2009 är slicks åter tillåtna.
Förarna har som nämnts också tillgång till regndäck, men fram till starten av kvalificeringen får sådana endast användas om banan förklarats som våt av tävlingsledningen. Om en förare under loppet kör med däck avsedda för vått underlag tillåts byte av däck vid behov, och det kan då gälla byte till en ny uppsättning regndäck eller torrdäck.
Regndäcken klarar att pressa undan 85 liter vatten per sekund, ända upp till toppfart.
Däcktillverkaren har olika typer av regnvädersdäck för alla möjliga banförhållanden, men alla däck måste vara godkända i förväg av FIA. Alla däck märks dessutom med en streckkod så att man kan följa upp användningen och därmed säkerställa att inga stall bryter mot reglerna.

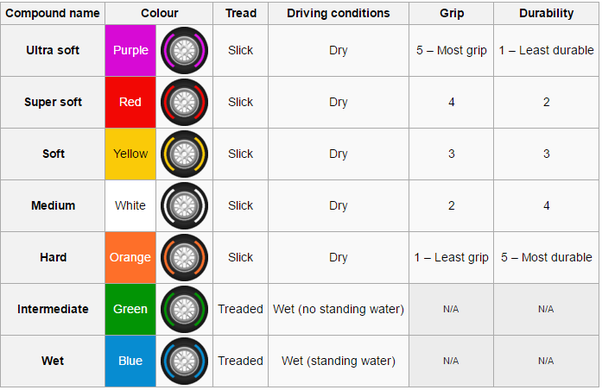
Däcksfärger.

Som en åtgärd att skära ned på kostnaderna beslutade FIA att endast en däcktillverkare skulle leverera däck till samtliga stall säsongerna 2008, 2009 och 2010. Olika tillverkare fick ansöka och i juni 2006 valde FIA japanska Bridgestone. Michelin hade redan i slutet av 2005 beslutat att dra sig ur efter säsongen 2006 då den kommande bristen på konkurrens ej skulle driva deras utveckling framåt. Michelin lämnade heller inte in någon ansökan om att bli den ensamma leverantören. Bridgestone blev därför ensam leverantör av däck redan 2007. Från säsong 2011 är Pirelli ensam leverantör av däck. De fick i uppgift att ta fram ett däck som håller kortare tid än tidigare för att öka de taktiska momenten vid timing av depåstopp. Från säsong 2016 har Pirelli infört ett lila Ultrasoft däck och från 2018 Hypersoft och Superhard.
Sedan 2021 har Pirelli förenklat sitt däcksystem. Istället för fem olika däckalternativ vid varje race finns det istället bara tre. Röd är mjukast, gul är medium, och vit är hårdast. Det är Pirelli som väljer vilka tre däcktyper som stallen kan använda vid varje race. Anledningen till att de förändrade det tidigare systemet med fem olika däckalternativ var för att göra det lättare för fans att förstå strategin under ett race. 

### Bränsle
Bränslet skräddarsys åt stallen av flera större oljebolag. Bensinen är blyfri med drygt 100 oktan. Innan säsongen börjar måste varje leverantör lämna över 10 liter av aktuellt bränsle till FIA. Vid varje tävling tar man prov från det bränsle som används och det måste stämma överens exakt med det inlämnade förprovet. Om det inte stämmer, beror det för det mesta på att man inte har tömt tanken ordentligt efter en testkörning, då man får köra med vilken bensin som helst. Upptäcks felet efter kvalificeringen får föraren starta sist, men upptäcks det efter loppet blir föraren diskvalificerad. Om man byter bensintyp under säsongen måste man lämna in ett nytt prov.
Från och med säsongen 2022 måste den totala mängden bränsle bestå av minst 10 procent biobränsle.
När de nya motorerna infördes 2014 bestämdes det också att bränslemängden skulle begränsas till 100 kilo per lopp, vilket tidigare varit cirka 160 kilo. Detta gjorde att många av stallen och förarna var rädda att bränslet inte skulle räcka.

### Säkerhetsbil

Mercedes-Benz säkerhetsbil på Circuit Paul Ricard i Frankrike 2022.

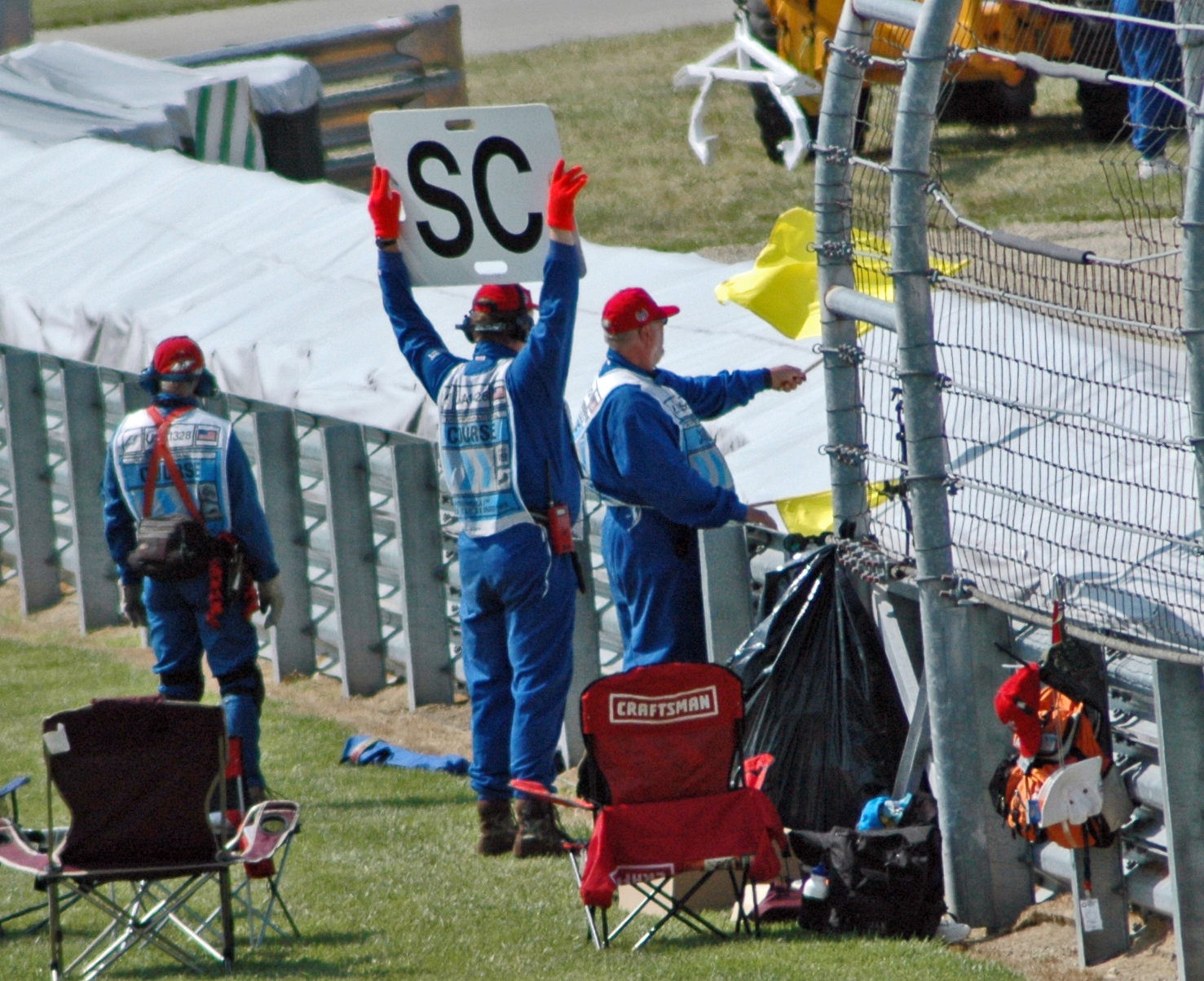
SC och gulflagg visas.

En säkerhetsbil skickas ut av tävlingsledningen för att samla ihop fältet när något har hänt eller om det till exempel regnar för mycket. När säkerhetsbilen kommer ut visas en tavla med bokstäverna SC (Safety Car). Så länge säkerhetsbilen finns på banan råder omkörningsförbud. Om det regnar kraftigt i starten kan starten ske bakom säkerhetsbilen, som stannar ute tills tävlingsledningen anser att det är säkert att släppa iväg fältet. När säkerhetsbilen är ute på banan blinkar gula lampor på bilens tak, men de släcks under det sista varvet på banan.
För att förhindra förare att köra in i depå just som säkerhetsbilen kom ut på banan och för att undvika att de sista bilarna i fältet störde ledarbilarna under en omstart av loppet ändrades reglerna inför säsongen 2007. När säkerhetsbilen kom ut på banan tilläts ingen förare att köra in i depå förrän fältet samlats ihop bakom säkerhetsbilen och innan den åter lämnat banan fick varvade bilar som befann sig bland de på ledarvarvet köra om dessa plus säkerhetsbilen för att återta sina korrekta platser bak i fältet.
Från och med säsongen 2009 kommer depån åter att vara öppen under hela loppet, men för att inte föraren ska rusa in i depån om säkerhetsbilen kommer ut, kommer en beräknad minimitid som föraren måste stanna ute att visas på bilens kontrollpanel.

### Hastighetsgräns i depån
Högsta tillåtna hastighet i depån är normalt 80 km/h, men den brukar sänkas till 60 km/h på banor med smal bandepå (Melbourne, Monaco, Paul Ricard, Singapore, Sotji och Zandvoort). Fortkörning i loppet kan bestraffas med allt från 5 sekunders tidsstraff till 10 sekunders stop & go-straff, medan påföljden för fortkörning under fria träningar och kval blir böter på maximalt 1000 euro (100 euro per överskriden km/h). Sedan juli 2013 gäller samma hastighetsgräns under hela tävlingshelgen.
En första hastighetsgräns i depån infördes till 1993 års säsong men gällde bara under fria träningar och kval. Hastighetsgräns under loppet infördes till Monacos Grand Prix 1994. I föregående tävling på Imola hade flera allvarliga olyckor inträffat, däribland en depåolycka i vilken fyra mekaniker hade skadats av ett bakhjul som lossnat från Michele Alboretos Minardi. Efter olyckan skärptes bestämmelserna om vilka som fick vistas i bandepån, och sedan dess får mekaniker bara gå ut i depån i samband med depåstopp. Tidigare hade mekaniker, PR-folk och inbjudna gäster ofta kunnat stå i depån och följa tävlingen trots att hastigheten bara sänktes av en eventuell chikan vid depåinfarten.

### Bestraffning
Straff kan vara ett av två tidsstraff eller nedflyttning på gridden:
- Stanna-och-kör-straff eller stopp-och-gå-straff, engelska stop-and-go penalty, är ett straff för osportligt uppträdande av olika slag som innebär att föraren måste köra in i depå och stanna där i tio sekunder innan han får köra vidare. Under ett stopp av denna typ får inga arbeten utföras på bilen.
- Kör-igenom-depån-straff eller drive-through-straff, engelska drive-through penalty, är ett alternativt straff som utdöms vid mindre regelbrott, till exempel blockering eller kollision, och är det straff som är vanligast förekommande och mindre kännbart än "Stanna-och-kör-straff". Straffet liknar det föregående, men föraren behöver bara köra genom depåområdet en gång under iakttagande av hastighetsbestämmelsen. Föraren får inte stanna för att få hjälp.
- Om en förseelse, som skulle föranleda något av tidsstraffen ovan, sker under de fem sista varven eller uppdagas efter loppet läggs istället 25 sekunder till den berörde förarens sluttid.
- 5-sekunders straff: för små förseelser under racet kan FIA:s race director välja att ge ett tidstillägg på 5 sekunder istället för ett ’’drive through-straff’’. Tidstillägget adderas till sluttiden (efter målgång).[35]
- Nedflyttning av föraren ett antal gridplatser vid efterföljande lopp.

Straff utdöms om förare:
- Tjuvstartar
- Orsakar en kollision
- Prejar en konkurrent
- Nonchalerar blå flagga tre gånger
- Avsiktligt hindrar en konkurrent från att köra om vid varvningar
- Avsiktligt byter spår för många gånger innan kurvor
- Kör om vid gul flagga
- Kör om under uppvärmningsvarvet
- Överskrider hastighetsgränsen i depåområdet
- Korsar den vita linjen i utfarten till depån
- Bryter mot reglerna angående radiokommunikation med teamet

### Bötesstraff
Hastigheten i depån kontrolleras med radar. Skulle en förare överskrida maxfarten under träning eller kval utdöms böter. Bötesbeloppet är 250 dollar per kilometer över gällande tillåten hastighet, vilket gör att det ofta handlar om stora belopp.
Sker överskridandet under loppet får föraren ett drive-through-straff enligt ovan.

## F1-stall

### Nuvarande
- Alpine F1
- Aston Martin F1
- Haas F1 Team
- McLaren
- Mercedes Grand Prix
- Racing Bulls
- Red Bull Racing
- Sauber
- Scuderia Ferrari
- Williams F1

### Framtida
- Audi F1 (2026)
- Cadillac F1 (2026)

### Tidigare
- AAW Racing Team
- Alex von Falkenhausen Motorenbau
- Alfa Romeo F1
- Alta
- Andrea Moda Formula
- Antique Automobiles/Colin Crabbe Racing
- Apollon F1
- Arrows
- Arzani-Volpini
- Aston-Butterworth
- Aston Martin
- Auto Motor und Sport
- Auto Technisches Spezialzubehör
- Automobiles Bugatti
- Automobiles Gonfaronnaises Sportives
- Automobiles Martini
- Automobili Turismo e Sport
- Autosport Team Wolfgang Seidel
- B C Ecclestone
- Behra-Porsche
- Bellasi
- Benetton Formula
- Bernard White Racing
- Blignaut
- BMS Scuderia Italia
- BMW Sauber
- Bob Gerard Racing
- Boro F1
- Brabham
- Brands Hatch Racing
- Brawn GP
- British American Racing
- British Formula One Racing Team
- British Racing Motors
- British Racing Partnership
- BS Fabrications
- Caltex Racing
- Camoradi
- Caterham F1 Team
- Champcarr Inc.
- Charles Vögele Racing
- Chequered Flag
- Chris Amon Racing
- Cisitalia
- Clarke-Mordaunt-Guthrie
- Coloni
- Connaught Engineering
- Connew Racing Team
- Cooper Car Company
- De Tomaso
- Dempster International
- Derrington-Francis
- DW Racing Enterprises
- Eagle
- Ecurie Belge
- Ecurie Belgique
- Ecurie Bleue
- Ecurie Ecosse
- Ecurie Espadon
- Ecurie Evergreen
- Ecurie Filipinetti
- Ecurie Francorchamps
- Ecurie Maarsbergen
- Ecurie Rosier
- Ecurie Tomahawk
- Eifelland
- Embassy Hill
- Emeryson
- EMW
- English Racing Automobiles
- Ensign Racing
- Equipe Nationale Belge
- Eurobrun
- F&S Properties
- Fittipaldi
- Fondmetal
- Force India
- Forti
- Francisco Godia-Sales
- Frazer Nash
- Fred Tuck Cars
- Fry
- Gene Mason Racing
- Gilby
- Goulds' Garage
- Equipe Gordini
- Haas Lola
- Harry Stiller Racing
- Heroes Racing Corporation
- Hersham and Walton Motors
- Hesketh Racing
- High Efficiency Motors
- Hispania Racing
- Honda F1
- Ian Raby Racing
- Interscope Racing
- J A Pearce Engineering
- Jaguar Racing
- JBW
- Jo Bonnier
- John Goldie Racing
- John Willment Automobiles
- Jordan Grand Prix
- Kauhsen
- Kojima
- Larrousse
- LEC Refrigeration Racing
- Leyton House Racing
- Life Racing Engines
- Ligier
- Lola
- Lotus F1
- Lyncar
- Maki F1
- Manor F1
- Mapfre-Williams
- March Engineering
- Mario Deliotti Racing
- Martini Racing
- Marussia F1
- Maserati F1
- Mastercard Lola
- Matra F1
- MBM
- McGuire
- Meiritsu Racing Team
- Melchester Racing
- Merzario
- Midland F1 Racing
- Minardi
- Modena Team SpA
- OASC Racing Team
- Onyx Grand Prix
- Otello Nucci
- OSCA
- Osella
- Pacific Racing
- Parnelli
- Penske-White Racing
- Pete Lovely Volkswagen
- Polar Caravans
- Porsche F1
- Prodrive
- Prost Grand Prix
- Protos
- R.R.C. Walker Racing Team
- Racing Point
- RAM Automotive
- Rebaque
- Reg Parnell Racing
- Renault F1
- Revson Racing
- Rial Racing
- Scarab
- Scirocco-Powell
- Scuderia Achille Varzi
- Scuderia Alpha Tauri
- Scuderia Ambrosiana
- Scuderia Centro Sud
- Scuderia Enrico Platé
- Scuderia Eugenio Castellotti
- Scuderia Finotto
- Scuderia Gulf Rondini
- Scuderia Lancia
- Scuderia Milano
- Scuderia Sant'Ambroeus
- Scuderia Scribante
- Scuderia Serenissima
- Scuderia Sud Americana
- Scuderia Toro Rosso
- Selby Auto Spares
- Shadow Racing Cars
- Shannon F1
- Shell Arnold Racing
- Shellsport/Whiting
- Siffert Racing Team
- Simtek
- Spirit Racing
- Sports Cars of Austria
- Spyker F1
- Stebro
- Stewart Grand Prix
- Stichting Autoraces Nederland
- Stirling Moss Ltd
- STP Corporation
- Super Aguri
- Surtees
- Talbot-Lago F1
- Team Canada Formula 1
- Team Chamaco Collect
- Team Emilio de Villota
- Team Gunston
- Team Lotus
- Team P R Reilly
- Team Penske
- Team Pierre Robert
- Team Pretoria
- Tecno
- Theodore Racing
- Temple Buell
- Token F1
- Toleman
- Tom Wheatcroft Racing
- Toyota Racing
- Trojan F1
- Tyrrell
- Vanwall
- Veritas
- Virgin Racing
- Walter Wolf Racing
- Warsteiner Brewery
- World Wide Racing/Garvey Team Lotus
- Zakspeed

## Säsonger och mästare

### Förarmästare
1950:  Giuseppe "Nino" Farina (Alfa Romeo)
1951:  Juan Manuel Fangio (Alfa Romeo)
1952:  Alberto Ascari (Ferrari)
1953:  Alberto Ascari (Ferrari)
1954:  Juan Manuel Fangio (Maserati och Mercedes)
1955:  Juan Manuel Fangio (Mercedes)
1956:  Juan Manuel Fangio (Ferrari)
1957:  Juan Manuel Fangio (Maserati)
1958:  Mike Hawthorn (Ferrari)
1959:  Jack Brabham (Cooper–Climax)
1960:  Jack Brabham (Cooper–Climax)
1961:  Phil Hill (Ferrari)
1962:  Graham Hill (BRM)
1963:  Jim Clark (Lotus–Climax)
1964:  John Surtees (Ferrari)
1965:  Jim Clark (Lotus–Climax)
1966:  Jack Brabham (Brabham–Repco)
1967:  Denny Hulme (Brabham–Repco)
1968:  Graham Hill (Lotus–Ford)
1969:  Jackie Stewart (Matra–Ford)
1970:  Jochen Rindt (Lotus–Ford)
1971:  Jackie Stewart (Tyrrell–Ford)
1972:  Emerson Fittipaldi (Lotus–Ford)
1973:  Jackie Stewart (Tyrrell–Ford)
1974:  Emerson Fittipaldi (McLaren–Ford)
1975:  Niki Lauda (Ferrari)
1976:  James Hunt (McLaren–Ford)
1977:  Niki Lauda (Ferrari)
1978:  Mario Andretti (Lotus–Ford)
1979:  Jody Scheckter (Ferrari)
1980:  Alan Jones (Williams–Ford)
1981:  Nelson Piquet (Brabham–Ford)
1982:  Keke Rosberg (Williams–Ford)
1983:  Nelson Piquet (Brabham–BMW)
1984:  Niki Lauda (McLaren–TAG)
1985:  Alain Prost (McLaren–TAG)
1986:  Alain Prost (McLaren–TAG)
1987:  Nelson Piquet (Williams–Honda)
1988:  Ayrton Senna (McLaren–Honda)
1989:  Alain Prost (McLaren–Honda)
1990:  Ayrton Senna (McLaren–Honda)
1991:  Ayrton Senna (McLaren–Honda)
1992:  Nigel Mansell (Williams–Renault)
1993:  Alain Prost (Williams–Renault)
1994:  Michael Schumacher (Benetton–Ford)
1995:  Michael Schumacher (Benetton–Renault)
1996:  Damon Hill (Williams–Renault)
1997:  Jacques Villeneuve (Williams–Renault)
1998:  Mika Häkkinen (McLaren–Mercedes)
1999:  Mika Häkkinen (McLaren–Mercedes)
2000:  Michael Schumacher (Ferrari)
2001:  Michael Schumacher (Ferrari)
2002:  Michael Schumacher (Ferrari)
2003:  Michael Schumacher (Ferrari)
2004:  Michael Schumacher (Ferrari)
2005:  Fernando Alonso (Renault)
2006:  Fernando Alonso (Renault)
2007:  Kimi Räikkönen (Ferrari)
2008:  Lewis Hamilton (McLaren–Mercedes)
2009:  Jenson Button (Brawn–Mercedes)
2010:  Sebastian Vettel (Red Bull–Renault)
2011:  Sebastian Vettel (Red Bull–Renault)
2012:  Sebastian Vettel (Red Bull–Renault)
2013:  Sebastian Vettel (Red Bull–Renault)
2014:  Lewis Hamilton (Mercedes)
2015:  Lewis Hamilton (Mercedes)
2016:  Nico Rosberg (Mercedes)
2017:  Lewis Hamilton (Mercedes)
2018:  Lewis Hamilton (Mercedes)
2019:  Lewis Hamilton (Mercedes)
2020:  Lewis Hamilton (Mercedes)
2021:  Max Verstappen (Red Bull–Honda)
2022:  Max Verstappen (Red Bull)
2023:  Max Verstappen (Red Bull)
2024:  Max Verstappen (Red Bull)

### Konstruktörsmästare
1958:  Vanwall
1959:  Cooper
1960:  Cooper
1961:  Ferrari
1962:  BRM
1963:  Lotus
1964:  Ferrari
1965:  Lotus
1966:  Brabham
1967:  Brabham
1968:  Lotus
1969:  Matra
1970:  Lotus
1971:  Tyrrell
1972:  Lotus
1973:  Lotus
1974:  McLaren
1975:  Ferrari
1976:  Ferrari
1977:  Ferrari
1978:  Lotus
1979:  Ferrari
1980:  Williams
1981:  Williams
1982:  Ferrari
1983:  Ferrari
1984:  McLaren
1985:  McLaren
1986:  Williams
1987:  Williams
1988:  McLaren
1989:  McLaren
1990:  McLaren
1991:  McLaren
1992:  Williams
1993:  Williams
1994:  Williams
1995:  Benetton
1996:  Williams
1997:  Williams
1998:  McLaren
1999:  Ferrari
2000:  Ferrari
2001:  Ferrari
2002:  Ferrari
2003:  Ferrari
2004:  Ferrari
2005:  Renault
2006:  Renault
2007:  Ferrari
2008:  Ferrari
2009:  Brawn
2010:  Red Bull
2011:  Red Bull
2012:  Red Bull
2013:  Red Bull
2014:  Mercedes
2015:  Mercedes
2016:  Mercedes
2017:  Mercedes
2018:  Mercedes
2019:  Mercedes
2020:  Mercedes
2021:  Mercedes
2022:  Red Bull
2023:  Red Bull
2024:  McLaren

## Tävlingschefer
Samtliga som har varit tävlingschefer för Formel 1.
- Roland Bruynseraede, 1988–1995
- Roger Lane-Nott, 1996
- Charlie Whiting, 1997–2018
- Michael Masi, 2019–2021
- Eduardo Freitas och  Niels Wittich, 2022
- Niels Wittich, 2022–2024
- Rui Marques, 2024–

## Kvinnor i Formel 1
Det är ovanligt att se kvinnliga Formel 1-förare. Det har dock funnits fem kvinnor som har tävlat i minst ett lopp sedan världsmästerskapet började 1950. Endast två kvinnliga förare har dock någonsin kvalificerat sig och tävlat i formel 1.  Dessa fem kvinnor är:
- Maria Teresa de Filippis
- Lella Lombardi
- Divina Galica
- Desiré Wilson
- Giovanna Amati

Maria Teresa de Flippins var den första kvinnliga föraren som någonsin hade deltagit i “The grand prix”, (nuvarande F1) den 18 maj 1958. Hon deltog i fem världsmästerskap men lyckades inte vinna något av dem. Hon hade en kort karriär inom racing men lyckades ändå med flera prestationer, hon vann lopp i andra tävlingar, vilket gör att hon fortfarande är ihågkommen. 
Maria var den första, men inte den sista kvinnliga deltagaren. Lella Lombardi gjorde sin debut 1974 och fick tävla i f1 år 1975 , Divina Galica lyckades kvala år 1976 men fick aldrig en chans att tävla i f1, Desiré Wilson år 1980 och Giovanna Amati år 1992 lyckades kvala men även de samlade inte tillräckligt med poäng för att få tävla i f1. Lella Lombardi är den enda kvinnliga föraren som har tagit poäng i ett F1 lopp, hennes bästa lopp kom i år 1975 i spanska GP när hon slutade 6:a.